# Guanabarea
Guanabarea is een geslacht van wantsen uit de familie van de Miridae (Blindwantsen). Het geslacht werd voor het eerst wetenschappelijk beschreven door José Cândido de Melo Carvalho in 1948.

## Soorten
Het genus bevat de volgende soorten:

- Guanabarea angrensis Carvalho, 1948
- Guanabarea bicolor Carvalho & Gomes, 1971
- Guanabarea bicoloroides Carvalho & Carpintero, 1990
- Guanabarea caracensis (Carvalho, 1985)
- Guanabarea costaricensis Carvalho, 1951
- Guanabarea fasciata Carvalho & Carpintero, 1990
- Guanabarea lutescens Carvalho, 1985
- Guanabarea maldonadoi Carvalho, 1985
- Guanabarea mariana Carvalho & Carpintero, 1990
- Guanabarea panamensis Carvalho, 1985
- Guanabarea peruana Carvalho & Gomes, 1971
- Guanabarea phalerata (Stal, 1860)